# Лоуден, Джордж
Джон Стюарт «Джордж» Лоуден (англ. John Stewart «George» Lowden; 29 мая 1877 — 7 октября 1958) — британский филателистический дилер, который был причастен к ряду подозрительных случаев фальсификации почтовых марок и в итоге за это преступление был приговорён к трём годам лишения свободы в Олд-Бейли в 1913 году.